# Блокировка интернет-рекламы
Блокировка (фильтрация) Интернет-рекламы — это программная возможность блокировки или изменения онлайн-рекламы в браузере, приложении или в подсети. Это можно сделать с помощью расширений браузера или иными способами, описанными ниже.

## Технологии и встроенные средства противодействия
Интернет-реклама существует в различных формах, включая веб-баннеры, изображения, анимации, встроенные аудио и видео, всплывающие окна, или даже автовоспроизведящиеся аудио и видео. Многие браузеры предлагают встроенные способы удаления или изменения рекламы: либо путем влияния на технологии, которые используются для показа рекламы (например, встроенный фильтр контента, устанавливаемый через расширения браузера или через HTML5), либо влиянием на URL -адреса, являющиеся источником рекламы, либо путем влияния на характеристики поведения. для рекламы (например, использование автозапуска HTML5 для аудио и видео).

## Распространённость
Использование программного обеспечения для блокировки рекламы на мобильных и настольных компьютерах, предназначенного для удаления рекламы, выросло на 41 % во всём мире и на 48 % в США в период со второго квартала 2014 года по второй квартал 2015 года. По состоянию на второй квартал 2015 года, 45 миллионов американцев использовали блокировщики рекламы. В обзорном исследовании, опубликованном во втором квартале 2016 года, Met Facts сообщила, что 72 миллиона американцев, 12,8 миллиона британцев и 13,2 миллиона французов использовали блокировщики рекламы на своих ПК, смартфонах или планшетных компьютерах. В марте 2016 года Бюро интернет-рекламы сообщило, что процент пользователей блокировщиками в Великобритании уже составляет 22 % среди людей старше 18 лет.
По состоянию на 2021 год 27 % пользователей в США использовали программное обеспечение для блокировки рекламы, с непрерывным нарастанием тренда с 2014 года .
Среди технической аудитории уровень блокировки достигает 58 % (по состоянию на 2021 год.)

## Причины блокировки Интернет-рекламы
Существуют различные базовые причины, по которым люди включают блокировку рекламы:
- Защита конфиденциальности
  - Сокращает количество cookie HTTP, снимаемых цифровых отпечатков и других агрессивных методов отслеживания поведения .
- Защита от вредоносной рекламы
  - Любые навязчивые действия рекламы, включающие: загрузку на ходу, невидимые оверлеи над ссылками (как пример, обычная ссылка, открывающая неожиданный внешний сайт), открытие других вкладок, всплывающие окна и автоматические перенаправления.[6][7]
- Экономия трафика (и, соответственно, денег)
  - На большинстве веб-сайтов код отслеживания пользователей и рекламный код составляют большую часть загружаемого контента, что значительно увеличивает объём данных, загружаемых пользователем[8][9] .
- Улучшенный пользовательский опыт
  - Некоторые объявления закрывают текст, делая его неразборчивым, из-за чего сайт становится непригодным для использования.
  - Меньше загроможденных страниц
  - Более быстрая загрузка страниц
  - Меньше отвлекающих факторов
- Причины доступности
  - Анимация в некоторых объявлениях вызывает у некоторых пользователей тошноту.
- Экономия заряда батареи на мобильных устройствах или ноутбуках
- Косвенный запрет веб-сайтам получать доход от рекламы за счет посещений пользователя.

Издатели и их представительные торговые органы, с другой стороны, утверждают, что реклама приносит доход владельцам сайтов, таким образом позволяя владельцам создавать или тем или иным образом приобретать новый контент для своих сайтов. Таким образом они заявляют, что широкое распространение программного обеспечения и устройств для блокировки рекламы может отрицательно сказаться на доходах владельцев сайтов и, таким образом, снизят доступность бесплатного контента на веб-сайтах.

## Выгоды
Для пользователей, преимущества включают в себя более быструю загрузку и более чистый вид веб-страниц с меньшим количеством отвлекающих факторов, более низкий расход ресурсов (Трафик, ЦП, ОЗУ и т. д.), а также преимущества в сфере конфиденциальности, полученные за счет исключения систем отслеживания и профилирования рекламы. Блокировка рекламы также может сэкономить значительное количество электроэнергии и снизить счета пользователей. Кроме того, можно ожидать дополнительной экономии энергии на уровне подсети, поскольку между компьютером пользователя и сервером веб-сайта необходимо передавать меньше пакетов данных.

### Для пользовательского опыта
Программное обеспечение для блокировки рекламы может иметь и другие преимущества для качества жизни пользователей, поскольку оно уменьшает воздействие рекламных и маркетинговых отраслей, которые способствуют покупке многочисленных потребительских товаров и услуг, которые могут быть потенциально опасными или вредными для здоровья, а также побуждают к немедленной покупке. В среднем человек видит более 5000 рекламных объявлений в день, многие из которых поступают из онлайн-источников. Реклама может обещать зрителям, что их жизнь улучшится за счет покупки рекламируемого товара (например, фаст-фуда, безалкогольных напитков, конфет, дорогой бытовой электроники) или побуждает пользователей влезать в долги или азартные игры . Кроме того, если пользователи Интернета покупают все эти предметы, их упаковки или контейнеры в конечном итоге выбрасываются без утилизации отходов, что приводит к негативным последствиям для окружающей среды. Рекламные объявления очень тщательно разрабатываются, чтобы нацеливаться на слабости человеческой психологии; Таким образом, сокращение воздействия рекламы может быть полезным для качества жизни пользователей.
Нежелательная реклама также может нанести вред самим рекламодателям, если реклама раздражает пользователей. Раздраженные пользователи могут предпринять сознательные усилия, чтобы избегать товаров и услуг фирм, которые используют надоедливые всплывающие окна, блокирующие интересующий пользователя контент, который пользователь пытается просмотреть. Для пользователей, не заинтересованных в совершении покупок, блокировка рекламы также поможет сэкономить время. Любая реклама, появляющаяся на веб-сайте, сказывается на «бюджете внимания» пользователя, поскольку каждая реклама попадающая в поле зрения пользователя тем или иным образом, должна быть либо сознательно проигнорирована, либо закрыта. Пользователь, который сильно сосредоточен на чтении исключительно того контента, который ему нужен, он скорее всего, не захочет, чтобы его отвлекали рекламные объявления, направленные на продажу ненужных товаров и услуг. Напротив, пользователи, которые активно ищут товары для покупки, могут оценить рекламу, в частности таргетированную рекламу.

### Для безопасности
Ещё одним важным аспектом является повышение безопасности: Интернет-реклама подвергает пользователей более высокому риску заражения устройств вирусами, чем просмотр порнографических веб-сайтов . В одном нашумевшем случае, вредоносное ПО распространялось через рекламные объявления, предоставляемые через YouTube злоумышленником из Google Doubleclick . В августе 2015 года с помощью рекламы на веб-сайте была обнаружена уязвимость нулевого дня в браузере Firefox. Когда Forbes потребовал от пользователей отключить блокировку рекламы перед просмотром своего сайта, пользователи, согласившиеся с этим, сразу же получали вредоносное ПО во всплывающем окне. Австралийское управление связи рекомендует отдельным лицам и организациям блокировать рекламу, чтобы повысить уровень своей информационной безопасности и смягчить потенциальные атаки вредоносной рекламы и компрометацию компьютеров. Фирма по информационной безопасности Webroot также отмечает, что использование блокировщиков рекламы обеспечивает эффективные меры противодействия вредоносным кампаниям для менее технологически продвинутых пользователей компьютеров.

### Для затрат пользователей
Блокировка рекламы сокращает время загрузки страницы и экономит пропускную способность для пользователей. Пользователи, которые платят за общую пропускную способность («лимитированые» соединения или соединения с оплатой за использование), включая большинство мобильных пользователей по всему миру, получают прямую финансовую выгоду от фильтрации рекламы до её загрузки. Использование блокировщика рекламы —один из самый распространенных методов повышения скорости интернета. Анализ 200 самых популярных новостных сайтов (согласно рейтингу Alexa) в 2015 году показал, что защита от отслеживания Mozilla Firefox приводит к сокращению использования данных на 39 % и среднему сокращению времени загрузки страницы на 44 %. Согласно исследованию, проведенному The New York Times, блокировщики рекламы сократили потребление данных и ускорили загрузку более чем наполовину, на 50 новостных сайтах, включая их собственный. Журналисты пришли к выводу, что «посещение домашней страницы Boston.com (сайт с наибольшим количеством рекламы в исследовании) каждый день в течение месяца будет стоить около 9,50 долларов США за использование данных для скачивания только рекламы».
Известная проблема большинства веб-браузеров, включая Firefox, заключается в том, что при восстановлении сеанса часто одновременно воспроизводится несколько встроенных реклам. Тем не менее, этот раздражающий момент можно легко предотвратить, просто настроив веб-браузер на очистку всех файлов cookie истории просмотров каждый раз, когда браузер закрывается. Ещё одним профилактическим вариантом является использование блокировщика скриптов, который позволяет пользователю отключать все скрипты, а затем выборочно включать определённые скрипты по желанию, чтобы определить роль каждого скрипта. Таким образом, пользователь может очень быстро узнать, какие скрипты действительно необходимы (с точки зрения функциональности веб-страницы) и, следовательно, какие скрипты нежелательны, и это понимание полезно при посещении других сайтов в целом. Таким образом, точно контролируя, какие скрипты выполняются на каждой просматриваемой веб-странице, пользователь сохраняет полный контроль над тем, что происходит на процессоре и экране компьютера.

## Методы
Одним из методов фильтрации является простое блокирование (или предотвращение автоматического воспроизведения) Flash-анимаций и(или) загрузки изображений или аудио- и видеофайлов. Данный метод можно легко включить в большинстве браузеров и таким методом повысить безопасность и конфиденциальность. Этот грубый технологический прием улучшается многочисленными расширениями браузера . Каждый браузер справляется с этой задачей по-своему, но, как правило, изменяются параметры, настройки или расширения приложений для фильтрации определённых типов мультимедиа. Обычно требуется дополнительная надстройка, чтобы различать рекламные и не рекламные объявления, использующие одну и ту же технологию, или разницу между желаемой и нежелательной рекламой или поведением.
Более продвинутое ПО для блокировки рекламы позволяет точно контролировать рекламу с помощью таких функций, как черный список, белый список и фильтр регулярных выражений . Некоторые функции безопасности также отключают рекламные объявления. Также антивирусные программы могут блокировать рекламу. Тем временем все более частым методом становится фильтрация со стороны посредников, таких как интернет-провайдеры или национальные правительства.

### Интеграция средств блокировки в браузер
По состоянию на 2015 год многие браузеры автоматически блокируют нежелательную всплывающую рекламу . Текущие версии Konqueror, Microsoft Edge, и Firefox также включают встроенную поддержку фильтрации содержимого. Фильтрацию содержимого можно включить в Firefox, браузеры на базе Chromium, Opera, Safari и другие браузеры с расширениями, как AdBlock, Adblock Plus и uBlock Origin, а ряд источников предоставляет регулярно обновляемые списки фильтров. AdBlock Plus по умолчанию входит в состав бесплатного браузера Maxthon из Китая . Другой метод фильтрации рекламы использует правила каскадных таблиц стилей (CSS), чтобы скрывать определённые элементы HTML и XHTML . .
В январе 2016 года был запущен Brave, бесплатный браузер с блокировкой рекламы для устройств Mac, ПК, Android и iOS. Пользователи Brave могут при желании включить рекламу от собственной рекламной сети Brave для получения токенов Basic Attention Tokens (BAT), криптовалюты, которые можно отправлять продавцам в виде микроплатежей.
В начале 2018 года Google подтвердил, что встроенный блокировщик рекламы для браузеров Chrome / Chromium будет запущен 15 февраля: этот блокировщик рекламы блокирует только определённые объявления, как указано в Better Ads Standard (определено Коалицией за лучшую рекламу, членом правления которой является сама Google). Этот встроенный механизм блокировки рекламы оспаривается, поскольку он может несправедливо принести пользу рекламе самой Google.
В 2019 году и Apple, и Google начали вносить изменения в системы расширений своих веб-браузеров, которые поощряют использование встроенной блокировки контента с использованием предварительно определённых фильтров, обрабатываемых браузером, а не фильтров, обрабатываемых расширением во время выполнения. Оба поставщика наложили ограничения на количество записей, которые могут быть включены в эти списки, что привело (особенно в случае с Chrome) к заявлениям о том, что эти изменения вносятся для снижения эффективности блокировщиков рекламы.

### Внешние программы
Ряд внешних программных приложений предлагают фильтрацию рекламы в качестве основной или дополнительной функции. Традиционным решением является настройка HTTP-прокси для фильтрации содержимого. Эти программы работают путем кэширования и фильтрации содержимого до его отображения в браузере пользователя. Это дает возможность удалять не только рекламу, но и контент, который может быть оскорбительным, неуместным или даже вредоносным. К популярным прокси-программам, которые эффективно блокируют контент, относятся Netnanny, Privoxy, Squid и другие программы для контроля контента . Основным преимуществом метода является свобода от ограничений реализации (браузер, методы работы) и централизация управления (прокси могут использовать многие пользователи). Прокси очень хорошо фильтруют рекламу, но у них есть несколько ограничений по сравнению с браузерными решениями. Для прокси сложно фильтровать трафик протокола безопасности транспортного уровня (SSL) (https://), и по этой причине фильтру может быть не доступно полное содержание веб-страницы. Кроме того, прокси-серверам сложно фильтровать рекламный контент, созданный с помощью JavaScript .

### Файл hosts и манипуляции с DNS (DNS-воронка)
Большинство операционных систем, даже те, которые поддерживают систему доменных имен (DNS), по-прежнему предлагают обратную совместимость с локальным списком внешних хостов. Эта конфигурация по историческим причинам хранится в текстовом файле (hosts), который по умолчанию содержит очень малое количество имен хостов и связанных с ними IP-адресов . Редактировать этот файл просто и эффективно, поскольку большинство DNS-клиентов (таких как браузеры) считывают локальный файл hosts, прежде чем запрашивать данные с удаленного DNS-сервера . Хранение localhost редиректов в файле hosts не позволяет браузеру получить доступ к серверу рекламы, манипулируя расшифровкой имени рекламного сервера в локальный или несуществующий IP-адрес (127.0.0.1 или 0.0.0.0 которые обычно используются для адресов IPv4). Несмотря на простоту реализации, рекламодатели могут обойти эти методы либо путем жесткого кодирования IP-адреса сервера, на котором размещена реклама (это, в свою очередь, можно обойти, изменив локальную таблицу маршрутизации, используя, например, iptables или другими блокирующими брандмауэрами), или загружая рекламу с того же сервера, который обслуживает основной контент; блокировка имени этого сервера также заблокирует полезный контент сайта.
Использование DNS воронки, созданной путем манипулирования файлом hosts, эксплуатирует факт, что большинство операционных систем хранят файл с IP-адресами и парными к ним доменными именами, с которыми консультируется большинство браузеров перед использованием DNS-сервера для поиска доменного имени. Назначая localhost каждому известному рекламному серверу, пользователь направляет трафик, предназначенный для получения рекламным сервером, на локальный компьютер.

### DNS-фильтрация
Рекламу можно заблокировать с помощью DNS-сервера, настроенного на блокировку доступа к доменам или именам хостов, которые, как известно, служат для показа рекламы путем спуфинга адреса. Пользователи могут использовать уже модифицированный DNS-сервер или настроить выделенное устройство с соответствующим программным обеспечением, например Raspberry Pi, на котором работает Pi-hole. Манипулирование DNS — это широко используемый метод манипулирования тем, что конечный пользователь видит в Интернете, но его также можно применять локально для личных целей. Китай использует свой собственный корневой DNS, и ЕС решил сделать также. Google потребовал, чтобы их общедоступный DNS Google использовался для некоторых приложений на устройствах Android . Соответственно, DNS-адреса или домены, используемые для распространения рекламы, могут быть чрезвычайно уязвимы для атаки в виде широкой формы подмены, когда домен, обслуживающий общую рекламу, полностью заменяется доменом, показывающим более локальные объявления для некоторого множества пользователей. Это особенно вероятно в странах, таких как Россия, Индия и Китай, где рекламодатели часто отказываются платить за клики или просмотры страниц. Блокировка доменов на уровне DNS по некоммерческим причинам уже распространена в Китае.

### Рекурсивный локальный VPN
На Android приложения могут запускать локальное VPN -подключение с собственной возможностью фильтрации хостов и DNS, не требуя root-доступа. Этот подход позволяет приложению, блокирующему рекламу, загружать хост-файлы для блокировки рекламы и использовать их для фильтрации рекламных сетей по всему устройству. AdGuard, Blokada, DNS66, и RethinkDNS — это лишь немногие из популярных приложений, которые выполняют блокировку рекламы без root прав. Блокировка рекламы активна только при включении локального VPN и полностью прекращается при отключении VPN-соединения. Удобство такого метода в том, что он позволяет легко получить доступ к контенту, заблокированному скриптами, блокирующими рекламу.
Этот подход оптимизирует использование батареи, увеличивает скорость работы в Интернете, вызванный использованием внешней блокировки рекламы через DNS или VPN, и в целом требует меньше настроек.

### Аппаратные устройства
Такие устройства, как AdTrap или PiHole, используют аппаратное обеспечение для блокировки рекламы. Основываясь на обзорах AdTrap, это устройство использует ядро Linux, работающее под управлением PrivProxy, для блокировки рекламы из потокового видео, потоковой передачи музыки и также любого веб-браузера, в то время как PiHole действует как локальный DNS для блокировки рекламных серверов, останавливая подключенные устройства от показа большинства объявлений. Ещё одно такое решение для блокировки рекламы на сетевом уровне для телекоммуникационных компаний предлагает израильский стартап Shine.

### Внешними сторонами и интернет-провайдерами
Интернет-провайдеры, особенно операторы мобильной связи, часто предлагают прокси-серверы, предназначенные для снижения использования сетевого трафика. Даже если они не нацелены конкретно на фильтрацию рекламы, эти механизмы на основе прокси будут блокировать многие типы рекламы, которые слишком велики или потребляют трафик, или иным образом считаются неподходящими для конкретного соединения или устройства. Многие интернет-операторы блокируют ту или иную рекламу, в то же время внедряя собственную рекламу своих услуг и специальные предложения.

## Экономические последствия для онлайн-бизнеса
Некоторые поставщики контента утверждают, что широкое распространение блокировки рекламы приводит к снижению доходов сайтов, поддерживаемых рекламой,а также предприятий электронной коммерции. Некоторые люди утверждают, что, поскольку рекламодатели в конечном итоге платят за рекламу, для увеличения своих собственных доходов, отмена блокировки рекламы только снизит ценность просмотра и снизит цену рекламы, утверждая, что, как и мошенничество с кликами, показы предоставляемые пользователям, использующим блокировщики рекламы, практически бесполезны для рекламодателей. Следовательно, утверждают они, устранение блокировки рекламы как явления не приведет к увеличению общего дохода поставщиков рекламного контента в долгосрочной перспективе.

## Бизнес-модели
Инструменты, помогающие блокировать рекламу, должны работать используя разные бизнес-модели, чтобы оставаться в рабочем состоянии:
- Бесплатное ПО с открытым кодом : несколько инструментов работают по модели FOSS, основанной на финансировании вкладами и пожертвованиями от сообщества. Например: uBlock Origin[69]
- Внесение в белый список: компании прибегают к ведению белого списка для получения доли дохода, от поставщиков «приемлемой рекламы». Эта бизнес модель столкнулась с критикой, как например критика AdBlock Plus.[70]
- Подписка/аванс: некоторые компании в этой области запустили модель платной подписки или предоплаты для использования инструментов. Например: Wipr[71]
- Freemium: иные компании предлагают определённый уровень обслуживания бесплатно, а за дополнительные функции взимается плата. Например. AdGuard[72]

## Ответы от издателей

### Контрмеры
Некоторые веб-сайты предприняли контрмеры против программного обеспечения для блокировки рекламы, таких как попытки обнаружить наличие блокировщиков рекламы, информирование пользователей о вреде блокировки рекламы или прямое ограничение доступа пользователей к контенту, если они не отключат программное обеспечение для блокировки рекламы, то есть не внесут веб-сайт в белый список или не купят «пропуск для удаления рекламы». Было несколько аргументов в поддержку и против утверждения о том, что блокировать рекламу неправильно. Действительно, есть доказательства того, что эти контрмеры могут повредить эффективности SEO, поскольку пользователи, не желающие отключать свой AdBlock, могут вместо этого перейти на веб-сайт конкурента, указанный в результатах поиска. Из-за небольшого количества времени, которое пользователь проводит на веб-сайте, и большего времени, проводимого на сайте конкурента, поисковые системы могут рассматривать веб-страницу менее благоприятно и снижать её позицию в результатах поиска. Подвижки в технологиях, используемых для блокировки рекламы, и механизмах противодействия блокировке рекламы, были приравнены к «войне за блокировку рекламы» или «гонке вооружений» между сторонами.
Было высказано предположение, что в Европейском союзе практика сканирования сайтами пользователей на предмет наличия программного обеспечения для блокировки рекламы может противоречить Директиве о конфиденциальности в Интернете. Это утверждение было дополнительно подтверждено рекомендациями IAB Europe, выпущенными в июне 2016 года, в которых говорится, что такая проблема действительно имеет место в виде юридического пробела в методах обнаружения блокировщиков рекламы. В это время некоторые заинтересованные лица, выступающие против блокировки рекламы, пытались опровергнуть незаконность данных действий. Вероятно, что издатели следовали рекомендациям, предоставленным главным лобби издателей IAB. Совместные усилия, объявленные IAB Sweden до принятия руководством IAB Europe решения по этому вопросу, так и не были реализованы, и, скорее всего, при их реализации, они были бы признаны противоречащими европейским антимонопольным законам.
В августе 2017 года поставщик контрмер блокировки рекламы, Admiral, в соответствии с разделом 1201 Закона США об авторском праве в цифровую эпоху, потребовал удалить доменное имя, связанное с их услугой, из списка фильтров блокировки рекламы. Поставщик утверждал, что домен представляет собой компонент технологической меры защиты, предназначенной для защиты произведения, защищенного авторским правом, и, таким образом, воспрепятствование доступу к нему является нарушением закона о борьбе с обходом .

### Альтернативы
С 2015 года рекламодатели и маркетологи стремятся вовлечь свои бренды непосредственно в развлечения с помощью нативной рекламы и продакт-плейсмента (также известного как интеграция бренда или встроенный маркетинг). Примером продакт-плейсмента может быть то, что производитель безалкогольных напитков платит продюсеру реалити-шоу за то, чтобы актёры и ведущий появлялись на экране с банками этого напитка. Другой распространенный вид продакт-плейсмента заключается в том, что производитель автомобилей бесплатно предоставляет автомобили для телешоу в обмен на то, что продюсер шоу изображает персонажей, использующих эти автомобили.
Некоторые цифровые издания обращаются к своим клиентам за помощью в виде пожертвований. Например, The Guardian просит своих читателей делать пожертвования, чтобы компенсировать падение доходов от рекламы. По словам главного редактора газеты, Кэтрин Винер, газета получает примерно столько же денег от членства и пожертвований, сколько и от рекламы. Газета рассматривала возможность предотвращения доступа читателей к своему контенту, если использование программного обеспечения для блокировки рекламы станет чрезмерно массовым, но пока она все ещё сохраняет доступ к контенту для читателей, использующих блокировщики рекламы.
Новая служба Scroll, запущенная в январе 2020 года, работала с несколькими ведущими издателями сайтов над созданием новой модели подписки для просмотра всех поддерживаемых сайтов без рекламы. Пользователи будут платить Scroll напрямую, а часть платы за подписку будет распределяться между сайтами на основе пропорционального количества просмотров.